# Théâtre du Capitole Toulouse

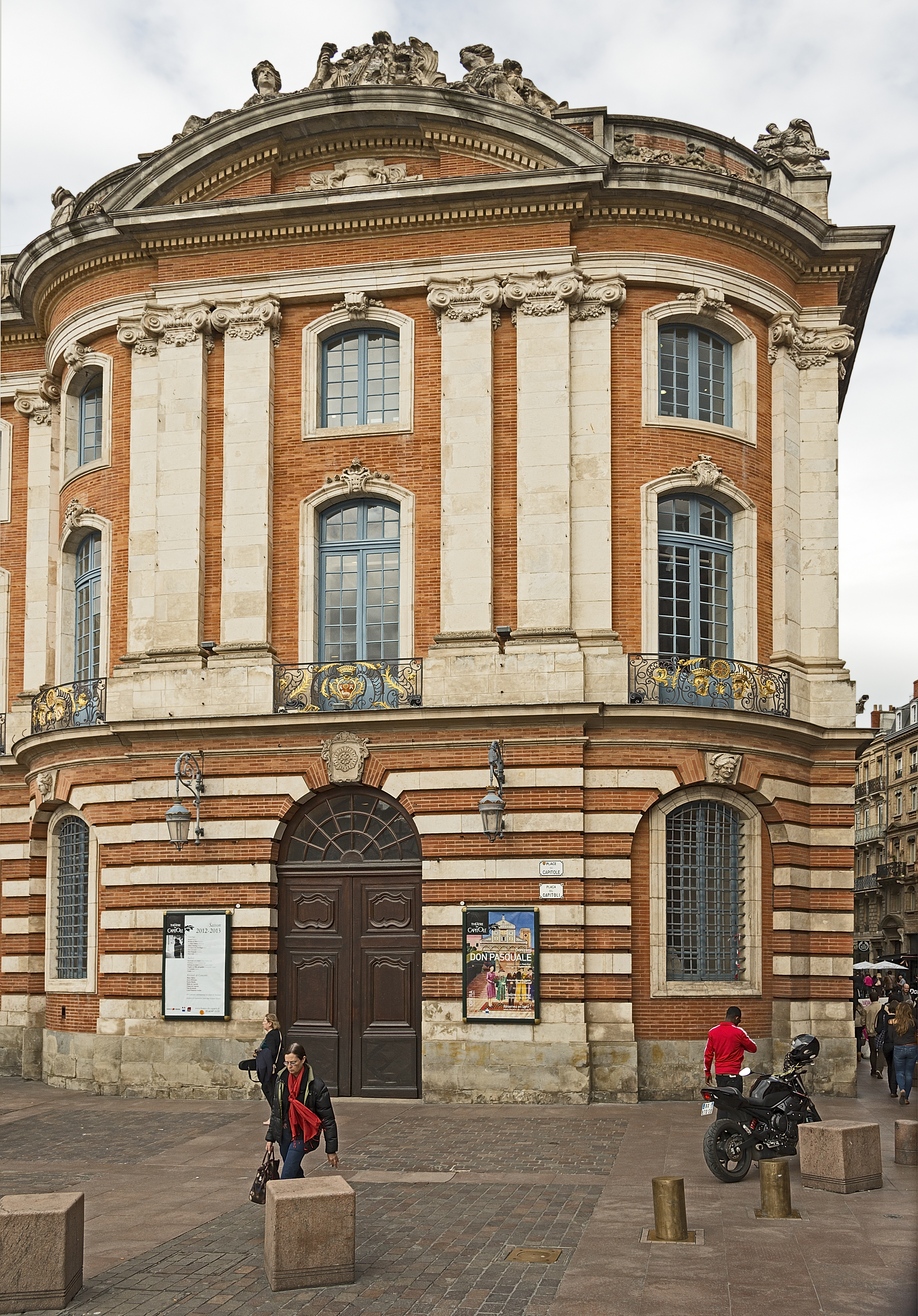
Eingang zum Theater

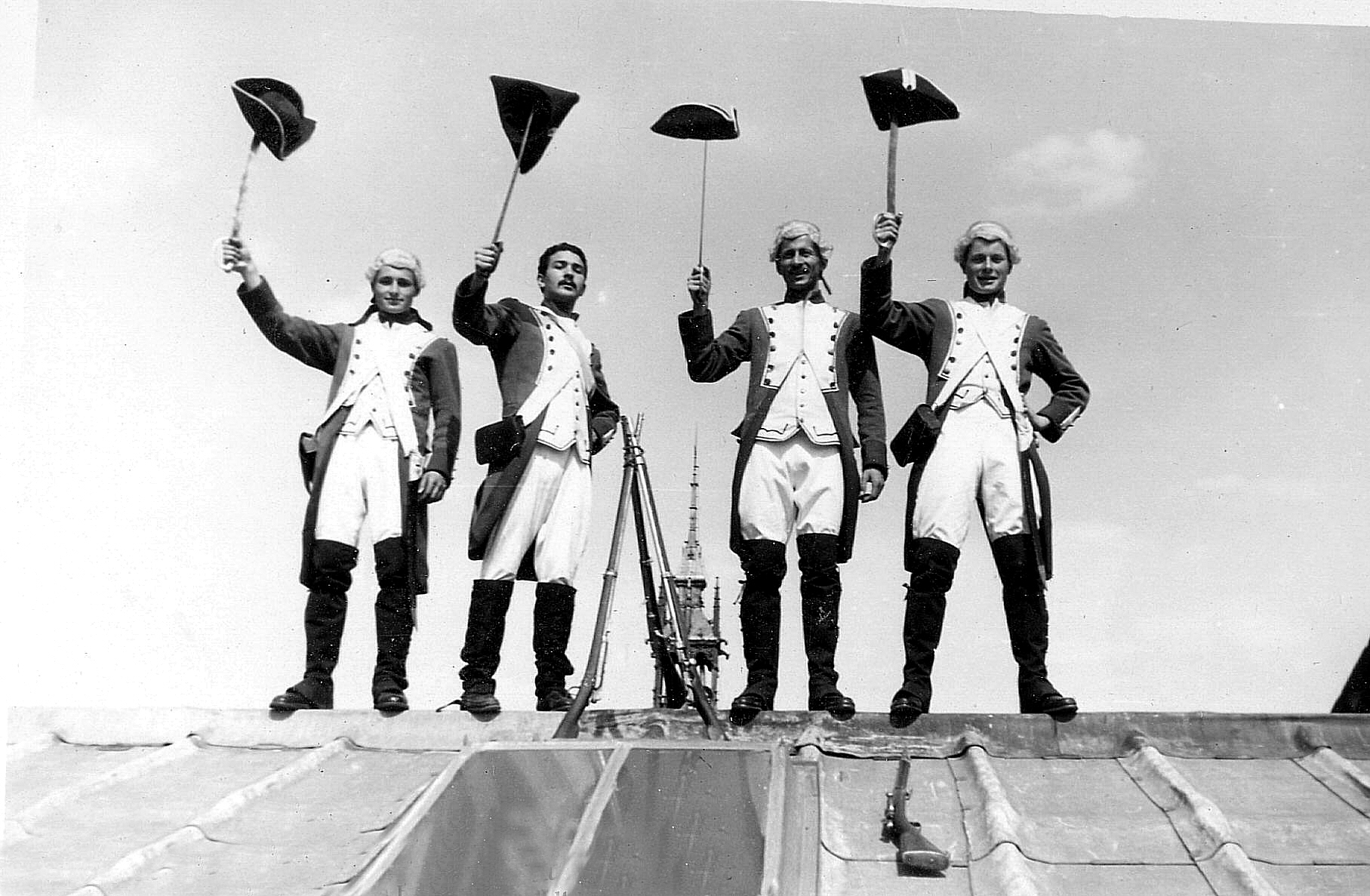
La Grande-Duchesse de Gérolstein

Das Theatre du Capitole Toulouse (deutsch: Theater des Kapitols) ist ein Opernhaus im Capitol der französischen Stadt Toulouse im Département Haute-Garonne.
Das Theater wurde Anfang des 19. Jahrhunderts erbaut und am 1. Oktober 1818 eröffnet. Es hat 1150 Sitzplätze.
Das Theatre du Capitole beschäftigt mehr als 260 Mitarbeiter im Chor, dem Orchestre Nationale und dem Ballett.
Es werden neben Opern auch Konzerte dargeboten. In dem Haus finden auch internationale Wettbewerbe statt.